# ستيجن دي سميت
ستيجن دي سميت (27 مارس 1985 بروج بلجيكا - ) هو لاعب كرة قدم بلجيكي، يلعب كمهاجم، شارك في الألعاب الأولمبية الصيفية 2008.

## وصلات خارجية
ستيجن دي سميت على موقع الاتحاد الأوربي (الإنجليزية)
- ستيجن دي سميت على موقع الاتحاد البلجيكي (الإنجليزية)
- ستيجن دي سميت على موقع قاعدة بيانات كرة القدم.إي يو (الإنجليزية)
- ستيجن دي سميت على موقع ناشيونال فوتبول تيمز (الإنجليزية)
- ستيجن دي سميت على موقع Soccerway.com (الإنجليزية)
- ستيجن دي سميت على موقع عالم كرة القدم.نت (الإنجليزية)
- ستيجن دي سميت على موقع أوليمبيديا (الإنجليزية)